# Roberto Costa Cabral
Roberto Costa Cabral, detto Roberto Costa (Santos, 8 dicembre 1954), è un ex calciatore brasiliano, di ruolo portiere.

## Caratteristiche tecniche
Giocava come portiere.

## Carriera

### Club
Iniziò la carriera nel 1972 con il Santos, ma debuttò nel 1979 con l'Atlético Paranaense dopo aver passato il primo anno come riserva del portiere Tobias. Il 1983 fu l'anno in cui le sue prestazioni permisero alla sua squadra di raggiungere ottimi risultati in campionato e fecero sì che venisse nominato miglior calciatore del torneo aggiudicandosi così la Bola de Ouro.
Nel 1984 passò al Vasco da Gama, con cui confermò i livelli del campionato precedente, vincendo nuovamente la Bola de Ouro, guadagnandosi inoltre la convocazione in Nazionale. Una volta lasciato il Vasco, continuò la carriera fino al 1990, ritirandosi con la maglia del Caldense.

### Nazionale
Ha giocato 1 partita per il Brasile, contro l'Inghilterra il 10 giugno 1984.

## Palmarès

### Club

#### Competizioni nazionali
- Campionato Paranaense: 2

Atlético-PR: 1982, 1983
- Taça Guanabara: 1

Vasco da Gama: 1984
- Campionato Brasiliense: 1

Taguatinga: 1989

### Individuale
- Bola de Prata: 2

1983, 1984
- Bola de Ouro: 2

1983, 1984